# Baie La Poile
La baie La Poile (en anglais : La Poile Bay) est une baie située su sud de l'île de Terre-Neuve. Elle était anciennement dénommée "Baie de la Poële".

## Géographie
La baie La Poile s'ouvre sur la côte méridionale de l'île de Terre-Neuve à l'ouest de la localité de Grand Bruit et à l'est de celle de La Poile. 